# Raddea kuangi
Raddea kuangi là một loài bướm đêm trong họ Noctuidae.